# 偵探的偵探
《偵探的偵探》（日语：探偵の探偵），日本小說家松岡圭祐於2014年11月由講談社文庫開始發行的推理小說。至2015年3月，小說已推出3卷，同年7月推出第4卷結局篇。
2015年7月，由富士電視台翻拍為真人版電視連續劇，北川景子主演。

## 概要
在偵探界，也有所謂負責調查偵探的偵探。此部小說描述在反偵探課部門執勤的調査員紗崎玲奈之故事。
與同作者的「Q系列」相同，發行週期皆極短，第1卷發行後的次月即發行第2卷，第3個月發行第3卷。但與「Q系列」的殺人事件不同，此作品屬於含有暴力場面的硬派推理小說。
《偵探的偵探》此名稱已被原著作者松岡圭祐的經紀公司正式登記為商標。

## 登場人物

### 須磨調查公司
- 紗崎玲奈

主角，21歲（2015年1月時）。長黑髮為特徵，模特兒的纖細身材，多數時間幾近素顏，極少出現笑容。成績優秀，靜岡縣濱松北高等學校普通科畢業後原有升大學的念頭，但因妹妹咲良的事件而性格丕變，高中畢業後前往偵探學校學習。兩年後，進入調查公司的「反偵探課」負責處理業內惡質偵探。無論合法或非法的手段皆能巧妙運用。
- 峰森琴葉

19歲。廣島縣吳市出身。畢業後和大3歲的姐姐一同去東京找工作，因偵探業人手不足而成功獲得一職。
- 須磨康臣

約50歲。調查公司社長。有品味的白髮紳士。
- 桐嶋颯太

28歲。調查公司第1期生，隸屬偵探課，為社長所信賴的調查員。主動與被孤立的後輩紗崎玲奈交談。
- 伊根涼子

20幾歲，隸屬偵探課。內心溫柔，對玲奈遭遇的事寄予同情。
- 佐伯祐司

20幾歲，隸屬偵探課。
- 土井修三

40幾歲，偵探課課長。

### 主角的家族
- 紗崎咲良

紗崎玲奈的妹妹，依賴姐姐，因為不肖偵探向跟蹤狂透露其資料而被殺害。
- 織田彩音

舊性峰森，峰森琴葉的姐姐。從廣島縣和妹妹一起前往東京，在東京工作，和織田哲也結婚。

### 調查公司外的偵探
- 阿比留佳則

46歲。阿比留綜合偵探社社長。
- 竹内勇樹

與須磨康臣年齡相當，為竹内調査事務所社長。

### 警視廳
- 窪塚悠馬

29歲。警視廳捜査一課犯罪科主任警部補。
- 坂東志郎

警視廳捜査一課警部。
- 船瀨卓

警視廳捜査一課警部。
- 藤戶俊久

警視庁捜査一課課長。
- 長谷部憲保

警視課捜査一課員警。

### 犯人
岡尾芯也
32歲。失業，居無定所。
淀野瑛斗
40歲左右。池袋半灰色集團，是“不守規矩”的創始人，且為實質領袖。

### 當事人
矢吹洋子
女醫。愛知樹陽會醫科大學附屬醫院工作。

## 電視劇
《偵探的偵探》，為日本富士電視台於木曜劇場時段（週四22:00 - 22:54，JST）播出的電視連續劇，改編自松岡圭祐的同名小說，由北川景子主演。此劇為北川景子第一次飾演偵探，並挑戰動作戲。

### 劇情概要
紗崎玲奈（北川景子 飾）因妹妹咲良（芳根京子 飾）被殺害，案發現場顯示，此事件與「偵探」有所牽連，玲奈為了調查妹妹的死亡事件，前往偵探學校受訓，並成為須磨調查公司的一員。
2年後，玲奈加入了「反偵探課」，性格冷靜、頭腦聰明的玲奈，負責處理業界的惡德偵探，即「偵探的偵探」。某日，峰森琴葉（川口春奈 飾）前來須磨調查公司 應徵，社長須磨康臣（井浦新 飾）錄取了完全無經驗的峰森，並安排峰森住進宿舍，和玲奈一同生活。
當年亦出現在玲奈妹妹死亡現場的峰森，究竟和當年的事件有何關係？當年的兇手又是何人？

### 登場人物

#### 須磨偵探社
- 紗崎玲奈：北川景子（粵語配音：程文意）
- 峰森琴葉：川口春奈（粵語配音：羅婉楓）
- 桐嶋颯太：藤岡靛（粵語配音：黃榮璋）
- 伊根涼子：高山侑子[7]（粵語配音：陳雪瑩）
- 土井修三：伊藤正之（日语：伊藤正之）（粵語配音：李家傑）
- 佐伯祐司：六角慎司（日语：六角慎司）（粵語配音：張振熙）
- 須磨康臣：井浦新（粵語配音：陳健豪）

#### 警視廳
- 窪塚悠馬：三浦貴大
- 藤戶俊久：佐戶井憲太（日语：佐戸井けん太）
- 長谷部憲保：澀谷謙人（日语：渋谷謙人）
- 船瀨卓：坂田雅信（日语：阪田マサノブ）
- 坂東志郎：相島一之（日语：相島一之）

#### 家人
- 紗崎咲良：芳根京子（粵語配音：陳雪瑩）
- 紗崎克典：矢島健一（日语：矢島健一）（粵語配音：袁德基）
- 紗崎梓：宮田早苗（日语：宮田早苗）（粵語配音：莊巧怡）
- 織田（峰森）彩音：中村友理（粵語配音：姜嘉蕾）
- 窪塚仁美：岡麻由美（日语：岡まゆみ）

#### 竹內偵探社
- 竹内勇樹：岩松了

#### 阿比留偵探社
- 阿比留佳則：中山裕介（日语：ユースケ・サンタマリア）（粵語配音：袁德基）

#### 其他偵探社
- 林原彰男：石井正則
- 岐部讓司： 今里真（日语：今里真）
- 藪沼信吾：宅間孝行（日语：宅間孝行）
- 霜田辰哉： 山中聰（日语：山中聡）
- 堤暢男：松尾諭
- 浅村克久（成川彰）：三浦誠己（日语：三浦誠己）
- 徳留陽一：池田鐵洋（日语：池田鉄洋）
- 鴨居秀一：梶原善（日语：梶原善）
- 兒玉庄治：葛山信吾
- 黑川勇介： 袴田吉彦（日语：袴田吉彦）

#### 半灰集團「無管制」
- 淀野瑛斗：丸山智己（日语：丸山智己）
- 笹倉志帆：橋本真實（日语：橋本真実）
- 宇佐美秋子：今村美乃（日语：今村美乃）
- 宇佐美的父親：千葉哲也（日语：千葉哲也）

#### 其他人物
- 矢吹洋子：高岡早紀（粵語配音：莊巧怡）
- 澤柳奈奈／澤柳邦夫：柊子（日语：柊子）
- 岡尾芯也：岡田義德（粵語配音：黃榮璋）
- 市村凛：門脇麥
- 蘆原遙香：西原亞希（日语：西原亜希）
- 升瀬淳史：中野裕太（日语：中野裕太）
- 沼園賢治：姜暢雄
- 園山刑警：兔本有紀（日语：兎本有紀）
- 檜池泰弘：尾上寬之（日语：尾上寛之）

## 製作團隊
- 製作人：渡邊恒也、草谷大輔
- 導演：石井祐介、品田俊介、森脇智延
- 劇本：德永友一（日语：徳永友一）
- 原作：松岡圭祐（《探偵の探偵》、《探偵の探偵II》、《探偵の探偵III》，講談社文庫）
- 配樂：Nima Fakhrara
- 主題曲：〈Beautiful Chaser〉超特急 feat.馬蒂·弗里德曼[8]
- 製作：富士電視台製作中心
- 偵探業顧問：阿部泰尚（T.I.U.綜合偵探社）
- 特技協調員：釼持誠（日语：釼持誠）
- 特技人員：土田小百合（つちださゆり）、上野山浩、麻生真桜、田中大登
- 警察顧問：古谷謙一

## 獎項
- Oricon第1回CONFiDENCE日劇大獎 主演女優賞：北川景子[9]

## 播出日程與收視率
- 收視率最高值以紅色表示，收視率最低值以蓝色表示。

| 第1話                                                  | 7月09日 | 衝擊的話題作今晚解禁！為復仇而生的女偵探           | 石井祐介 | 11.9% | 延長15分鐘 |
| 第2話                                                  | 7月16日 | 遭狙擊被奪取的生命，被揭發出來的秘密               | 石井祐介 | 7.5%  |            |
| 第3話                                                  | 7月23日 | 真正的犯人現身了！暗夜中的決鬥！                   | 品田俊介 | 8.7%  |            |
| 第4話                                                  | 7月30日 | 第一章結束！火焰中的死鬥                           | 石井祐介 | 8.7%  |            |
| 第5話                                                  | 8月06日 | 開啟新篇章～新事件發生！家庭暴力被害者失蹤之謎     | 森脇智延 | 7.4%  |            |
| 第6話                                                  | 8月13日 | 深沉的謎底…走向死神的關鍵！本應不會見面的兩人      | 品田俊介 | 6.5%  |            |
| 第7話                                                  | 8月20日 | 真相大白！黎明時的激烈爭執！心愛的刑警所獻上的眼淚 | 森脇智延 | 8.2%  |            |
| 第8話                                                  | 8月27日 | 進入最終章！開始反擊了                             | 森脇智延 | 5.4%  |            |
| 第9話                                                  | 9月03日 | 來自死神的挑戰書！進入幕後黑手與自身命運的對決     | 石井祐介 | 8.3%  |            |
| 第10話                                                 | 9月10日 | 終結所有的一切！終於發現死神的真面目               | 品田俊介 | 7.2%  |            |
| 最終話                                                 | 9月17日 | 今晚最終是狂亂的最終章！                           | 石井祐介 | 8.4%  |            |
| 平均收視率8.1%（收視率由Video Research於關東地區統計） |         |                                                    |          |       |            |

## 出版書籍

### 輕小說

#### 日文版
| 出版日期       | 書名            | 作者     | 出版社 | ISBN               |
| -------------- | --------------- | -------- | ------ | ------------------ |
| 2014年11月14日 | 《探偵の探偵》  | 松岡圭祐 | 講談社 | ISBN 9784062779845 |
| 2014年12月12日 | 《探偵の探偵2》 | 松岡圭祐 | 講談社 | ISBN 9784062930055 |
| 2015年3月13日  | 《探偵の探偵3》 | 松岡圭祐 | 講談社 | ISBN 9784062930611 |
| 2015年7月15日  | 《探偵の探偵4》 | 松岡圭祐 | 講談社 | ISBN 9784062931458 |
| 2016年3月15日  | 《探偵の鑑定1》 | 松岡圭祐 | 講談社 | ISBN 9784062933490 |
| 2016年4月15日  | 《探偵の鑑定2》 | 松岡圭祐 | 講談社 | ISBN 9784062933506 |

#### 台灣中文版
| 出版日期      | 書名                                | 作者     | 譯者   | 出版社   | ISBN               |
| ------------- | ----------------------------------- | -------- | ------ | -------- | ------------------ |
| 2016年2月1日  | 《惡德偵探制裁社1 》                | 松岡圭祐 | 陳姿瑄 | 獨步文化 | ISBN 9789865651480 |
| 2016年6月6日  | 《惡德偵探制裁社2：狩獵死神的女孩》 | 松岡圭祐 | 黃姿瑋 | 獨步文化 | ISBN 9789865651619 |
| 2016年10月6日 | 《惡德偵探制裁社3：對決死神的女孩》 | 松岡圭祐 | 黃姿瑋 | 獨步文化 | ISBN 9789865651725 |
| 2016年12月1日 | 《惡德偵探制裁社4：追尋歸屬的女孩》 | 松岡圭祐 | 黃姿瑋 | 獨步文化 | ISBN 9789865651817 |

### 漫畫
| 冊數 | 講談社       | 講談社                 | 青文出版社    | 青文出版社            |
| 冊數 | 發售日期     | ISBN                   | 發售日期      | EAN                   |
| ---- | ------------ | ---------------------- | ------------- | --------------------- |
| 1    | 2017年4月6日 | ISBN 978-4-06-382953-2 | 2018年4月19日 | EAN 471-801-602-848-7 |
| 2    | 2017年9月6日 | ISBN 978-4-06-510152-0 |               |                       |

## 外部連結
- 探偵の探偵 - 講談社文庫 BOOK倶楽部 （页面存档备份，存于）（日語）
- 富士電視台《偵探的偵探》官方網站（页面存档备份，存于）（日語）
- 《偵探的偵探》WakuWaku Japan官方網站 （页面存档备份，存于）
- 《偵探的偵探》緯來日本台官方網站 （页面存档备份，存于）

| 日本富士電視台 木曜劇場22:00 - 22:54 | 日本富士電視台 木曜劇場22:00 - 22:54 | 日本富士電視台 木曜劇場22:00 - 22:54 |
| ------------------------------------ | ------------------------------------ | ------------------------------------ |
|                                      | 偵探的偵探 （2015.7.9 - 2015.9.17）  |                                      |
| （2015.4.9 - 2015.6.18）             | （2015.10.15 - 2015.12.17）          |                                      |

| 香港 ViuTV 星期六 20:30 - 21:30 · 4月9日 20:30 - 21:45 | 香港 ViuTV 星期六 20:30 - 21:30 · 4月9日 20:30 - 21:45 | 香港 ViuTV 星期六 20:30 - 21:30 · 4月9日 20:30 - 21:45 |
| ------------------------------------------------------ | ------------------------------------------------------ | ------------------------------------------------------ |
|                                                        | （2016.4.9 - 2016.6.18）                               |                                                        |
| （頻道啟播）                                           | 大人女子 （2016.6.25 - 2016.9.17）                     |                                                        |

| 臺灣 緯來日本台 週一至週五 22:00 - 23:00 | 臺灣 緯來日本台 週一至週五 22:00 - 23:00 | 臺灣 緯來日本台 週一至週五 22:00 - 23:00 |
| ---------------------------------------- | ---------------------------------------- | ---------------------------------------- |
|                                          | （2016.5.24 - 2016.6.7）                 |                                          |
| （2016.5.10 - 2016.5.23）                | （2016.6.8 - 2016.7.1）                  |                                          |